# Paroedura picta
Paroedura picta är en ödleart som beskrevs av  Peters 1854. Paroedura picta ingår i släktet Paroedura och familjen geckoödlor. IUCN kategoriserar arten globalt som livskraftig. Inga underarter finns listade i Catalogue of Life.